# Лаконик
Лаконник, лаконик (лат. laconicum) или судаториум (лат. sudatorium) — круглая сводчатая сухая парильня для потения в древнеримских термах. В лаконике поддерживалась относительно высокая температура и располагалось отделение для омовений с большим, но мелким бассейном (лабрумом).
В общественных римских банях лаконик появился ещё в республиканский период истории, хотя ему не придавали такого же значения как главным залам банного сектора (кальдарию — горячей бане, тепидарию — тёплой бане и фригидарию — холодной бане), поэтому он обустраивался не в каждом заведении. По мнению древнеримского архитектора Витрувия, лаконник следовало размещать вплотную к тепидарию таким образом, чтобы он был обращён в юго-западном направлении.